# CDMAぷりペイド
ぷりペイド（ぷりぺいど）は、auブランドを展開するKDDIおよび沖縄セルラー電話が提供するプリペイド式携帯電話サービスである。旧称はプリペIDO→ぷりペイド（旧IDOエリア）、セルプリホン→プリホン（旧セルラーエリア）。

## 概要
CDMAぷりペイドは基本的にほぼ音声通話サービス専用で、メールはCメール（au同士のショートメッセージサービス）以外は利用できず、またEZwebも使えないためau oneのサービスを利用する際もケータイPC連動設定ができない。ソフトバンクモバイルの2G『ソフトバンクプリペイドサービス』/3G『シンプルスタイル（旧 プリモバイル）』との大きな違いは、CDMAぷりペイドの携帯電話単体で他社の携帯電話やパソコンとの電子メール送受信が利用できない点などである。
ただし、パソコンと接続してのデータ通信やFAX送受信はパケット交換方式の高速データ通信ができないためau.NET経由ではできないものの、2005年9月以前の機種やA5527SAなどFAXや回線交換方式（ASYNC）に対応した機種でUSBケーブルC（C020HRA）などの通信機器を用いれば利用できた。この場合、au one netのミニミニコースなど対応するプロバイダのコースに加入すればモバイル・インターネットなどは可能となっており、ウェブブラウザや電子メールクライアントを用いてのau oneメール送受信なども可能であった。
サービス開始から提供端末は、CDMA 1X（後のau 3G）対応機種であったが、2005年上旬にW11K、2009年5月よりW63K、2010年1月より簡単ケータイ W62PT、2010年3月よりSportio water beat（SHY01）、2010年5月よりPRISMOID（KYX03）、2011年6月よりPT002、2012年3月よりNS02（PTX01）、2013年1月よりPT003でそれぞれCDMA 1X WIN（後のau 3G）機種の提供が開始された。また、グローバルパスポートCDMA対応端末であるA1305SAやA5527SA等が対応端末として提供されているが、CDMAぷりペイド契約の場合、国外ローミングには対応していない（こちらは、プリモバイルも同様）。また、旧地域ごとに販売端末およびカラーが多少異なる。
なお、2009年8月9日限りでcdmaOneおよびCDMA 1Xサービスの新規受付が終了したが、CDMAぷりペイドについては対象外となっていた。その後2011年4月20日よりcdmaOneおよびCDMA 1Xサービスでのぷりペイドの新規受付を終了し、在来のauのL800MHz帯サービスの利用期限は再編完了の2012年7月22日を以って終了となった。
以降、HTC EVO WiMAX ISW11HT(HTI11)およびHTC EVO 3D ISW12HT(HTI12)、MOTOROLA PHOTON ISW11M(MOI11)、iPhone 4S、2011年冬モデルのAQUOS PHONE IS14SH(SHI14)およびARROWS ES IS12F(FJI12)を含む2012年春モデル以降のau端末を除くau ICカード非対応機種および新800MHz帯非対応機種で、ぷりペイドを利用している場合のau ICカード対応機種および新800MHz帯対応機種への変更手数料も無料化されている。
2016年11月1日より、携帯電話購入を伴うぷりペイド専用電話の加入申し込み受付を終了したが、ユーザー自身が現在所有済のau携帯電話をauショップに持ち込み、ぷりペイド専用電話の加入申し込む場合に関してはこれまで通り手続きが可能であった。
2018年11月7日に新規申し込み受付が終了し、既存の契約が利用期限の超過などで解除された場合、再契約は不可能となった。また、2022年3月末をもって「CDMA 1X WINサービス」が終了することに伴い、「ぷりペイド」サービスは、2021年12月15日に終了した。

## 提供端末（2016年10月31日提供終了）
セットとして販売されていた端末以外に、機種変更後の端末ないしは解約端末でも4,000円（税別）の手数料及び6000円分相当分以上のチャージ用ぷりペイドカードの購入代金を支払えば利用可能となっていたほか、従来からの利用者も手数料は掛かるものの、新品のセット端末への機種変更が可能であった。
2016年10月1日時点では簡単ケータイ K012（KY012）に限りセット端末として提供されていたが、先述の通り同年10月31日を以って端末の提供を終了した。ぷりペイド契約とセットで手にした端末も手続きによって他のプランへ変更する事が可能である。

## リチャージ用カード
リチャージ用カードは「CDMAぷりペイドカード」の名称で発売されており、他社同様、カード型とコンビニでのシート型（チェーン店により、チケット型のタイプとレシート印字型タイプとがある）が存在する。2020年6月15日に「ぷりペイドカード」の販売は終了した。カードの登録機能停止は2020年12月15日の予定である。

### 金種
- 1000円券 （ただし、3枚組での販売）
- 3000円券 （3300円相当）
- 5000円券 （5500円相当）
- 10000円券

### 有効期限
当初モバイラーズチェック同様、カード自体に有効期限が設定されていたが、2011年2月9日をもって有効期限は廃止された。しかし、2018年5月28日からの販売分には再度カードの有効期限が設定されている。以下の有効期限の記載はチャージ後の残高の有効期限を指す。
チャージは、プリペイド契約・一般契約のいずれにも適用可能であるが、契約形態によりチャージ後の有効期限は異なっている。

#### ぷりペイド契約の場合
有効期間は登録日より起算。
- 1000円券：30日間
- 3000円券：60日間
- 5000円券：90日間
- 10000円券：365日間

カードの残高が0円になっても、有効期間内であれば着信だけは可能。

#### 一般契約の場合
- 金額にかかわらず、登録日から365日間有効。
- チャージ額は最大60,000円まで。一度に複数枚追加チャージした場合でも、その追加登録日からの有効期間が365日を超過することはない。

## 通信通話料

### ぷりペイド契約
国内通話料
6秒/10円
テレビ電話
不可
Cメール
- 送信：1メール 5円
- 受信：無料

※全角で最大50文字（半角で100文字相当）まで可能（文字数拡張対応機は、最大全角70文字相当まで対応）。ただし、他オペレータのSMS宛発信は不可。

### 一般契約
- 通話料は、基本料のプランにかかわらず、15秒10円である。
- Cメールは、チャージ分から減算されず、契約中の基本料金プランによる。

通話料にチャージした分を使用する場合は、電話番号の前に1401を付けて発信する。利用する端末によっては、1401を自動付加する操作が可能。

## 市場占有率
2010年7月末現在の契約数が342,500であり、KDDIの全契約のうち、1.3%を占める。ソフトバンクモバイルの「プリモバイル」同様に、今日ではシェアが下降気味である。また、基本使用料780円/月で好調である同キャリアのポストペイド契約「プランEシンプル」への移行客が増えた影響もあり、最近ではシェアが下降気味である。「プランEシンプル」も本プランと同時に終了予定である。